# Laotriton laoensis
Laotriton laoensis is een salamander uit de familie echte salamanders (Salamandridae). De soort werd voor het eerst wetenschappelijk beschreven door Bryan L. Stuart en Theodore Johnstone Papenfuss in 2002. Oorspronkelijk werd de wetenschappelijke naam Paramesotriton laoensis gebruikt. Het is de enige soort uit het monotypische geslacht Laotriton.
De soort komt voor in Azië en leeft endemisch in Laos.
De salamander heeft een zwarte lichaamskleur met opvallende brede roze tot helder oranje strepen op de bovenzijde van de kop, rug en staart. De salamander heeft soms een vlekkentekening in dezelfde kleur. De soort is hierdoor populair als exotisch huisdier.